# واگن موند، نیومکزیکو
واگن موند (به انگلیسی: Wagon Mound) یک روستا (ایالات متحده آمریکا) در ایالات متحده آمریکا است که در شهرستان مورا، نیومکزیکو واقع شده‌است.
 واگن موند ۲٫۶۲ کیلومتر مربع مساحت و ۳۱۴ نفر جمعیت دارد و ۱٬۸۹۰ متر بالاتر از سطح دریا واقع شده‌است.